# II Congreso Internacional de Escritores para la Defensa de la Cultura

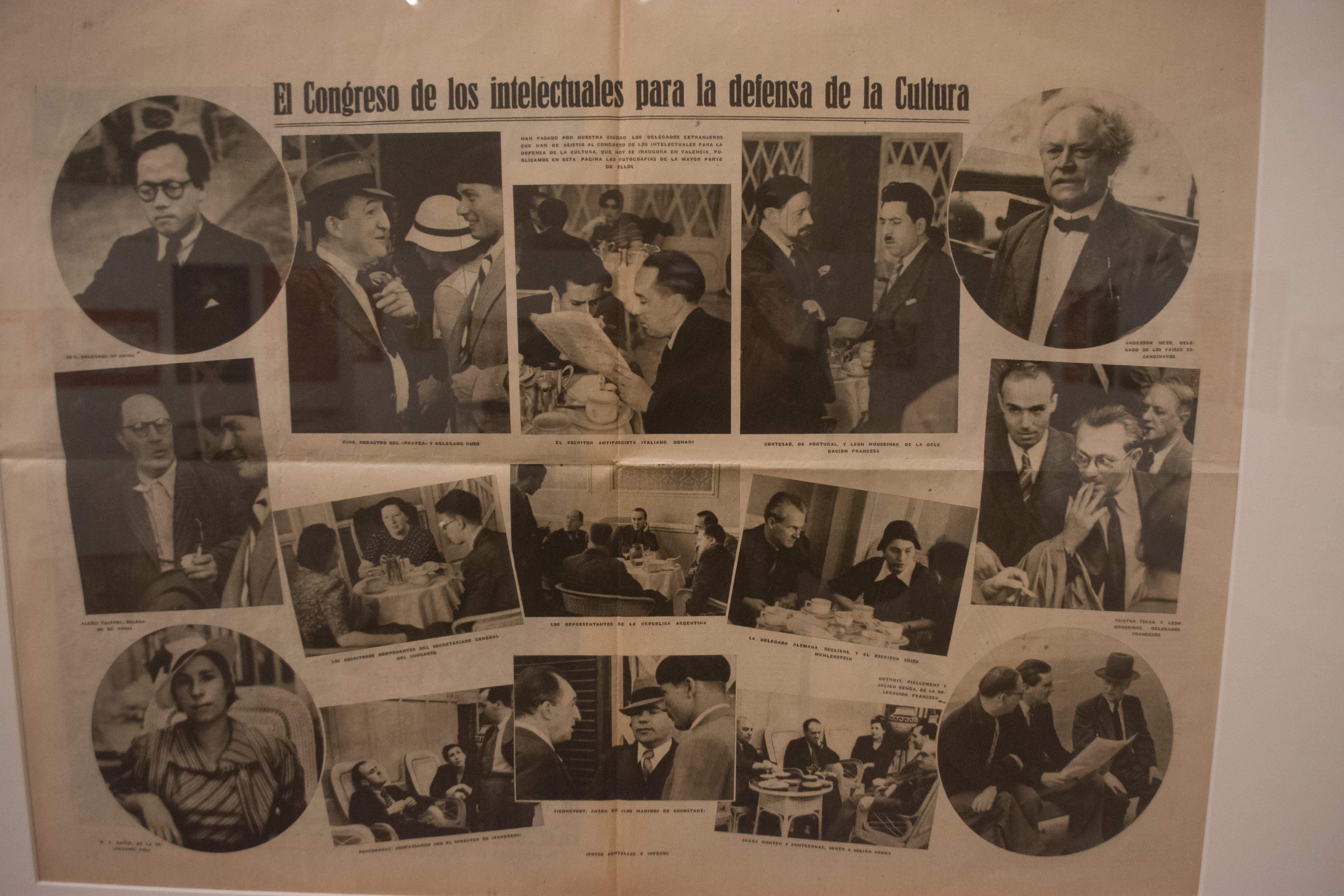
Cuadro de prensa sobre el II Congreso Internacional de Escritores para la Defensa de la Cultura y su participación internacional.

El II Congreso Internacional de Escritores para la Defensa de la Cultura tuvo lugar entre el 4 y el 17 de julio de 1937, durante la guerra civil española, en tres ciudades de la España republicana (Valencia, Madrid y Barcelona) y en París, con el apoyo de la Alianza de Intelectuales Antifascistas. La iniciativa gubernamental republicana partió del Ministerio de Instrucción Pública y Bellas Artes de España, del que era responsable el comunista Jesús Hernández Tomás, que nombró secretarios a los poetas Emilio Prados, Arturo Serrano Plaja y Juan Gil-Albert.
Esta segunda reunión tuvo su antecedente en el I Congreso Internacional de Escritores para la Defensa de la Cultura celebrado en París del 21 al 25 de junio de 1935, con la asistencia de 230 delegados pertenecientes a 38 países.
El Segundo Congreso fue inaugurado por el presidente del gobierno republicano Juan Negrín el 4 de julio de 1937 en la Sala de Sesiones del Ayuntamiento de Valencia. También se celebraron sesiones en Madrid (los días 5, 6, 7 y 8 de julio) y en Barcelona (el día 11). Fue clausurado en París el 16 y 17 de julio de aquel año 1937. Se ha considerado «el acto de propaganda intelectual más espectacular realizado por el Ministerio de Instrucción Pública y Bellas Artes durante la guerra civil española».

## Desarrollo

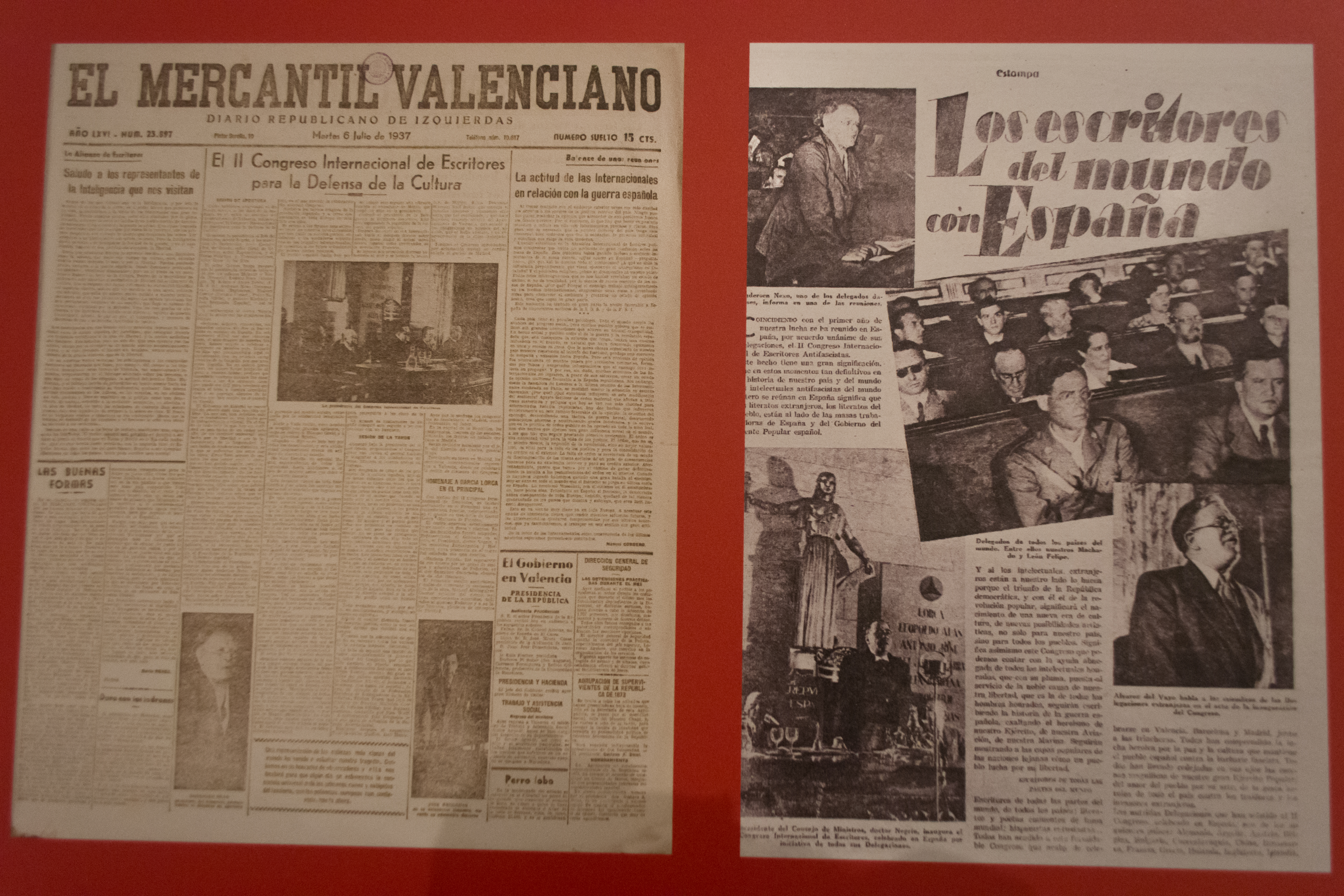
Edición del martes 6 de julio de 1937 del diario republicano de izquierdas El Mercantil Valenciano en la que se informa de la sesión inaugural del Congreso celebrada en el salón de sesiones del Ayuntamiento de Valencia, bajo la presidencia del jefe del gobierno republicano Juan Negrín.

El Congreso lo inauguró en Valencia, entonces capital de la República, el presidente del gobierno Juan Negrín que pronunció un discurso en francés. El presidente de la República, Manuel Azaña, se molestó por no haber sido informado por el gobierno y en sus memorias restaría importancia al evento ―«El Congreso no ha valido nada. Ha venido poca gente y poquísima de renombre»― y se negaría a clausurarlo. En el salón de plenos del Ayuntamiento de Valencia donde se celebró la primera sesión se había colocado un panel con los nombres de escritores represaliados por el fascismo encabezados por el de Lorca. No es casual que por la tarde los congresistas asistieran a una representación de Mariana Pineda en el Teatro Principal dirigida por Manuel Altolaguirre y con el también poeta Luis Cernuda en el papel de don Pedro. Durante la madrugada la ciudad de Valencia fue bombardeada por la aviación del bando franquista y los congresistas tuvieron que ir a los refugios. «Es su primera experiencia de un bombardeo en una guerra… Algunos lo interpretan como el saludo del fascismo al congreso», comenta Manuel Aznar Soler.
Una prueba de la importancia que concedió al Congreso el gobierno de la República fue que no se reparó en gastos. El chileno Pablo Neruda recibió en París la nada despreciable cantidad de 180 000 francos para pagar los desplazamientos de las delegaciones hispanoamericanas. La organización corrió a cargo del Ministerio de Instrucción Pública y Bellas Artes.
Uno de los dos secretarios del Congreso fue el joven escritor valenciano Juan Gil-Albert y se constituyó una delegación valenciana como reconocimiento a la entonces capital de la República. Estaba integrada por Enric Navarro i Borràs, Adolf Pizcueta, Bernat Artola, Ricard Blasco y Carles Salvador. Este último fue el encargado de leer la ponencia elaborada por todos ellos, en la que entre otras cosas se decía:

Asistimos hoy, por tristes circunstancias y en nuestra misma carne, a una guerra cruel y violenta, provocada por los elementos reaccionarios internacionales. […] Juegan hoy, sobre el tapiz español, dos valores absolutos, totales y definitivos: el ser y el no ser. En pocas palabras: la afirmación y la negación del hombre y, por consiguiente, el porvenir del mundo, el porvenir de la cultura. […]
Nuestros soldados defienden, con las armas en la mano, la cultura en las trincheras de la victoria. Nuestros ojos conocen de miserias, de llantos, de dolores. Pero confiamos en el porvenir, lo sentimos arraigadamente nuestro, porque tenemos fe en los soldados y fe en la cultura. No es suficiente hablar, no es suficiente decirlo y estarse quieto. Es preciso moverse. ¿Cómo? Defendiendo nosotros, nacionalistas ibéricos, con la pluma y la palabra, el derecho incuestionable que tenemos al reconocimiento de nuestras personalidades, fundamento de nuestra cultura… Defendiendo la cultura particular, peculiar de cada pueblo ―y todavía más, de las pequeñas nacionalidades oprimidas― es como se puede llegar a defender la cultura general, universal.

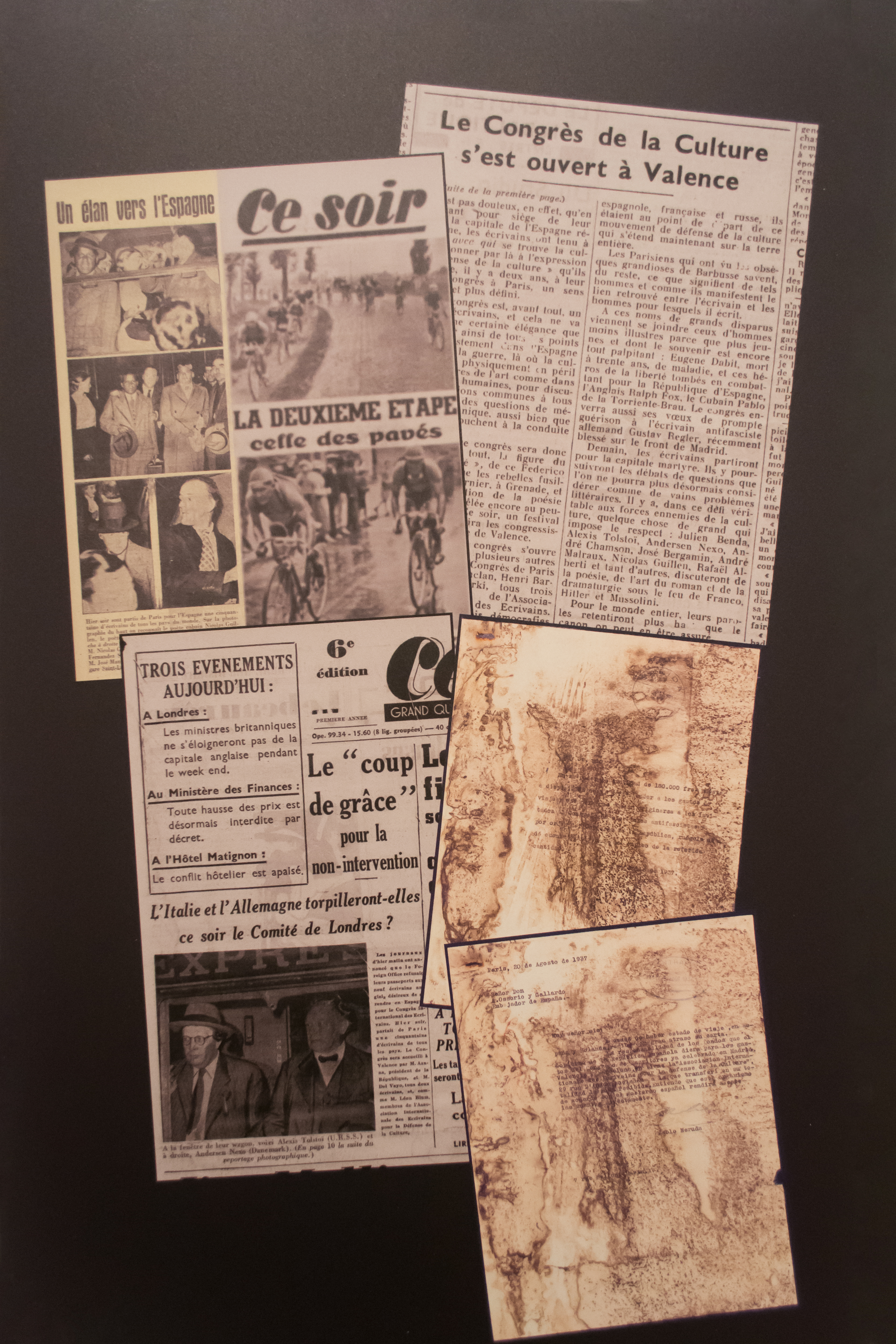
La prensa de los países democráticos informó ampliamente sobre el Congreso, como el diario comunista francés Ce soir (la cobertura gráfica la realizó la fotógrafa Gerda Taro, que moriría en el frente).

El objetivo político fundamental del Congreso era conseguir que las potencias democráticas, Francia y Gran Bretaña ―y Estados Unidos―, abandonaran la política de «no intervención» y apoyaran a la República (que únicamente contaba con la URSS) y se enfrentaran al «fascismo» (la Italia fascista y la Alemania nazi, a pesar de haber firmado el pacto de «no intervención», estaban sustentando descaradamente al bando franquista). En este punto el Congreso fracasó completamente porque ni Francia, ni Gran Bretaña ―ni Estados Unidos―, cambiaron su política, aunque «el encuentro sí cumplió con su objetivo más cercano y factible: que los escritores llegados de todos los rincones del mundo usaran sus plumas en sus  países a favor de la causa republicana».
Podrían haber asistido más intelectuales pero el gobierno francés y, sobre todo, el británico pusieron todo tipo de trabas, como en el caso de W.H. Auden a quien se le negó el visado para poder viajar a España. El también británico Stephen Spender pudo finalmente asistir gracias a que el francés André Malraux le falsificó el pasaporte.
Entre el centenar de asistentes, una decena eran combatientes de la Brigadas Internacionales, como los alemanes Gustav Regler o Ludwig Renn. Este último pronunció una de las frases más célebres del Congreso: «Nosotros, escritores que luchamos en el frente, hemos dejado la pluma porque no queríamos escribir historia, sino hacer historia».
Según el hispanista británico Niall Binns, «en la historia de Occidente no hay congreso de escritores más memorable y espectacular como el II Congreso Internacional de Escritores para la Defensa de la Cultura». Por su parte el historiador Manuel Aznar Soler ha considerado que el Congreso, junto con el pabellón de la República Española en la Exposición Internacional de París de 1937 inaugurado por las mismas fechas, constituye el «acto de propaganda del Gobierno republicano más espectacular que se hace durante la Guerra civil porque tiene un impacto mediático muy importante». Varios periódicos franceses, británicos y estadounidenses informaron del mismo.
El día 5 de julio los congresistas emprendieron el viaje a Madrid, pero la expedición tuvo que parar en Minglanilla a causa de un bombardeo de la aviación del bando sublevado. Allí los congresistas, que tuvieron que tirarse a las cunetas, entraron en contacto por primera vez con las clases populares que los acogieron y les contaron todas sus desgracias. Del 6 al 8 celebró sus sesiones en Madrid, donde los asistentes volvieron a sufrir los bombardeos, y el Congreso regresó a Valencia el día 10, para el día siguiente trasladarse a Barcelona. Se clausuró los días 16 y 17 de julio en París, un epílogo no previsto inicialmente pero que se realizó para propiciar la solidaridad internacional con la República española. En esas sesiones fue cuando intervinieron destacados escritores que no habían podido viajar a España, como Heinrich Mann o Bertolt Brecht.

### El Congreso, ¿una operación de propaganda estalinista?

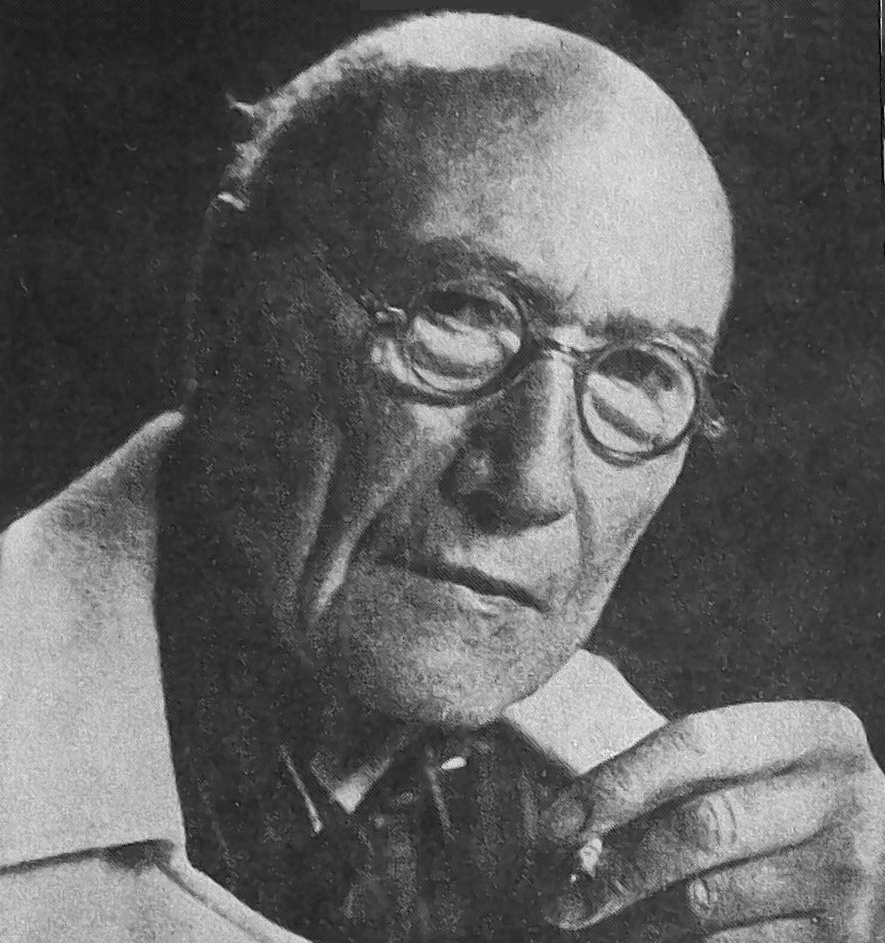
El escritor francés André Gide fue vetado por la delegación de la URSS por haber criticado al régimen de Stalin.

Ha sido objeto de un debate acalorado la cuestión de si el Congreso fue una operación de propaganda estalinista (como se pudo comprobar en la tumultuosa conmemoración del cincuenta aniversario del evento celebrada en Valencia en 1987). Como pruebas se aducen que el gobierno soviético consideró el Congreso como una «cuestión de Estado»  ―la única delegación que contó con apoyo oficial fue la de la URSS― y que el escritor francés André Gide, una de las estrellas del I Congreso celebrado en París en 1935, no pudo asistir porque fue vetado por los soviéticos ―y el gobierno de Negrín transigió porque la URSS era el único aliado de la República― por haber publicado un mes antes un añadido a su libro Regreso de la URSS en el que lanzaba algunas críticas al régimen de Stalin. André Malraux fue quien convenció a Gide para que no viajara a España, pero se negó a la pretensión soviética de que también fuera expulsado de la Asociación Internacional de Escritores para la Defensa de la Cultura ―la delegación española tampoco apoyó la expulsión y el jefe de la misma José Bergamín pidió que el silencio fuera el único reproche a Gide―. Años después uno de los participantes, el británico Stephen Spender, describió el Congreso como una «fiesta de niños mimados» y un «circo de intelectuales». Por su parte el historiador español Manuel Aznar Soler considera «falsa e injusta» la acusación de que el Congreso fue un acto de propaganda comunista y afirma que la «grandeza antifascista» del congreso no puede ser obviada a causa del episodio de Gide.

## Títulos de los temas de discusión
1. La actividad de la Asociación

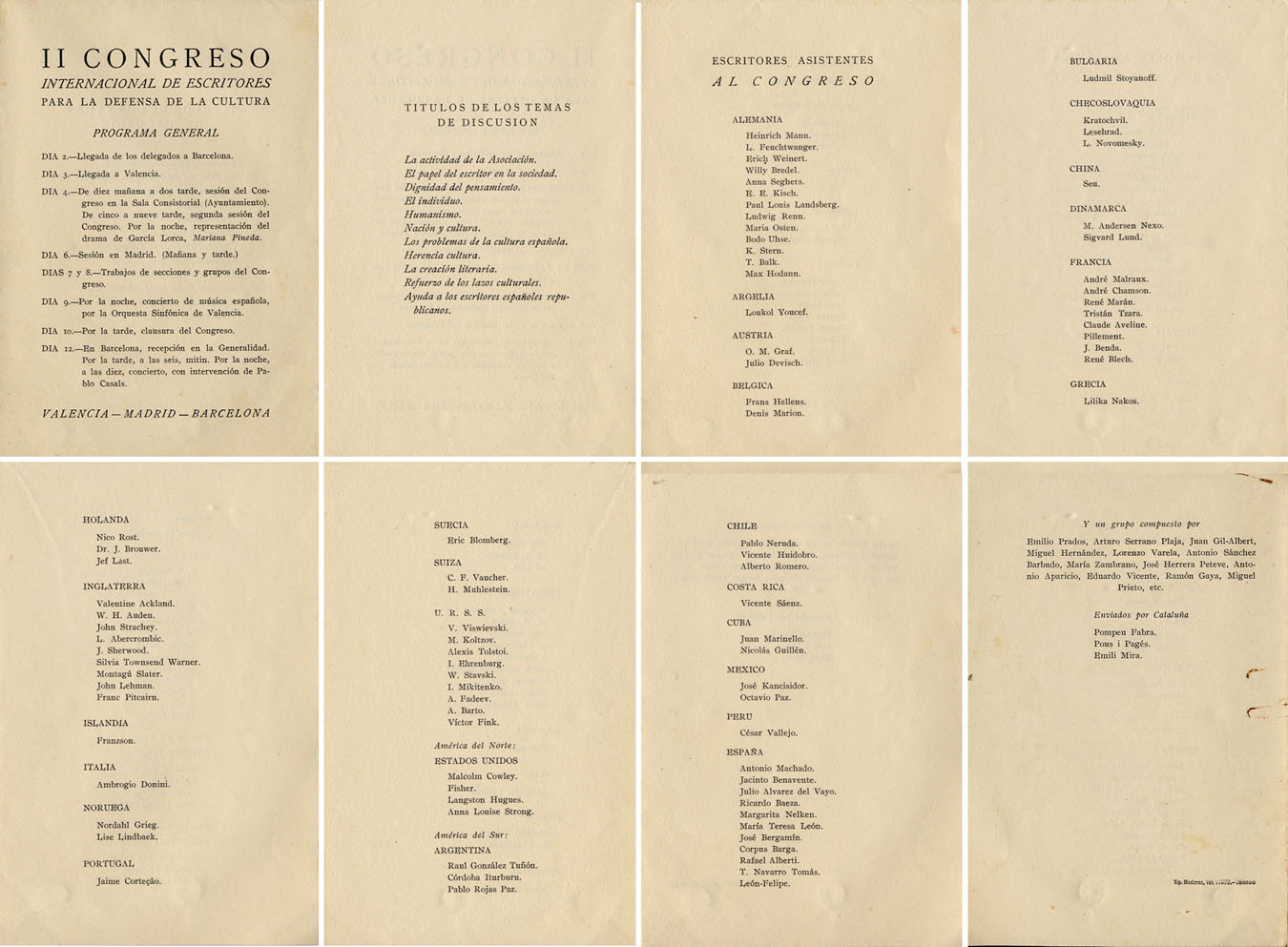
Programa del II Congreso.

2. El papel del escritor en la sociedad
3. Dignidad del pensamiento
4. El individuo
5. Humanismo
6. Nación y cultura
7. Los problemas de la cultura española
8. Herencia cultural
9. La creación literaria
10. Refuerzo de los lazos culturales
11. Ayuda a los escritores españoles republicanos

## Asistentes
Asistieron al congreso en torno a 110 delegados de 28 países, entre ellos los siguientes (con asterisco los presidentes de cada delegación):
| Alemanes - Heinrich Mann - Lion Feuchtwanger - Erich Weinert - Willy Bredel - Anna Seghers - E. E. Kisch - Paul-Louis Landsberg - Ludwig Renn* - Maria Osten - K. Stern - Gustav Regler Argentinos - Raúl González Tuñón* - Cayetano Córdova Iturburu - Pablo Rojas Paz Belgas - Denis Marion Chilenos - Pablo Neruda* - Vicente Huidobro - Alberto Romero Coreano - Seu Ring-Haï Costarricense - Vicente Sáenz Rojas Cubanos - Juan Marinello Vidaurreta - Nicolás Guillén - Alejo Carpentier Danés - Martin Andersen Nexo | Españoles - Antonio Machado - Jacinto Benavente - Julio Álvarez del Vayo - Ricardo Baeza - Margarita Nelken - María Teresa León - José Bergamín* - Corpus Barga - Rafael Alberti - Tomás Navarro Tomás - León Felipe - Emilio Prados - Arturo Serrano Plaja - Juan Gil-Albert - Miguel Hernández - Lorenzo Varela - Antonio Sánchez Barbudo - María Zambrano - José Herrera Petere - Antonio Aparicio - Eduardo Vicente - Ramón Gaya - Miguel Prieto - Pompeu Fabra - Josep Pous i Pagès - Emili Mira i López - Julio Bris González - Manuel Altolaguirre - Carles Salvador - Enric Navarro - Bernat Artola - Ricard Blasco - María del Carmen García Lasgoity | Estadounidenses - Malcolm Cowley* - Langston Hughes - Anna Louise Strong - Louis Fisher Franceses - André Malraux* - André Chamson - René Maran - Tristan Tzara - Claude Aveline - Julien Benda Holandeses - Nico Rost - Johan Brouwer - Jef Last Ingleses - Valentine Ackland - W. H. Auden (finalmente no pudo asistir) - John Strachey - Silvia Townsend Warner - Montagu Slater - Franc Pitcairn - Humphrey Spender - Stephen Spender* Italiano - Ambroglio Donini | Mexicanos - José Mancisidor - Octavio Paz - Elena Garro - Silvestre Revueltas - Carlos Pellicer Noruegos - Nordahl Grieg - Lise Lindbæk Peruano - César Vallejo Portugués - Jaime Cortesão Soviéticos - Vsévolod Vishnevski - Mijaíl Koltsov* - Alekséi Tolstói - Agnia Bartó - Iliá Ehrenburg - Vladímir Stavski Sueco - Erik Blomberg Suizos - Hans Mühlestein |

## Memoria histórica: el tumultuoso Congreso del cincuentenario (Valencia, 1987)
Por iniciativa de la Generalidad Valenciana, entonces presidida por el socialista Joan Lerma, y más específicamente de la Consejería de Educación y Cultura, a cuyo frente se encontraba Ciprià Ciscar, se celebró en Valencia un Congreso conmemorativo del cincuenta aniversario de la reunión de 1937. El encargado de ponerlo en marcha, Ricardo Muñoz Suay, nombró un comité organizador integrado por siete destacados intelectuales de muy diversas tendencias políticas (serían llamados los «siete magníficos»): Joan Fuster, Manuel Vázquez Montalbán, Juan Goytisolo, Jorge Semprún, Juan Cueto, Fernando Savater y Mario Vargas Llosa.

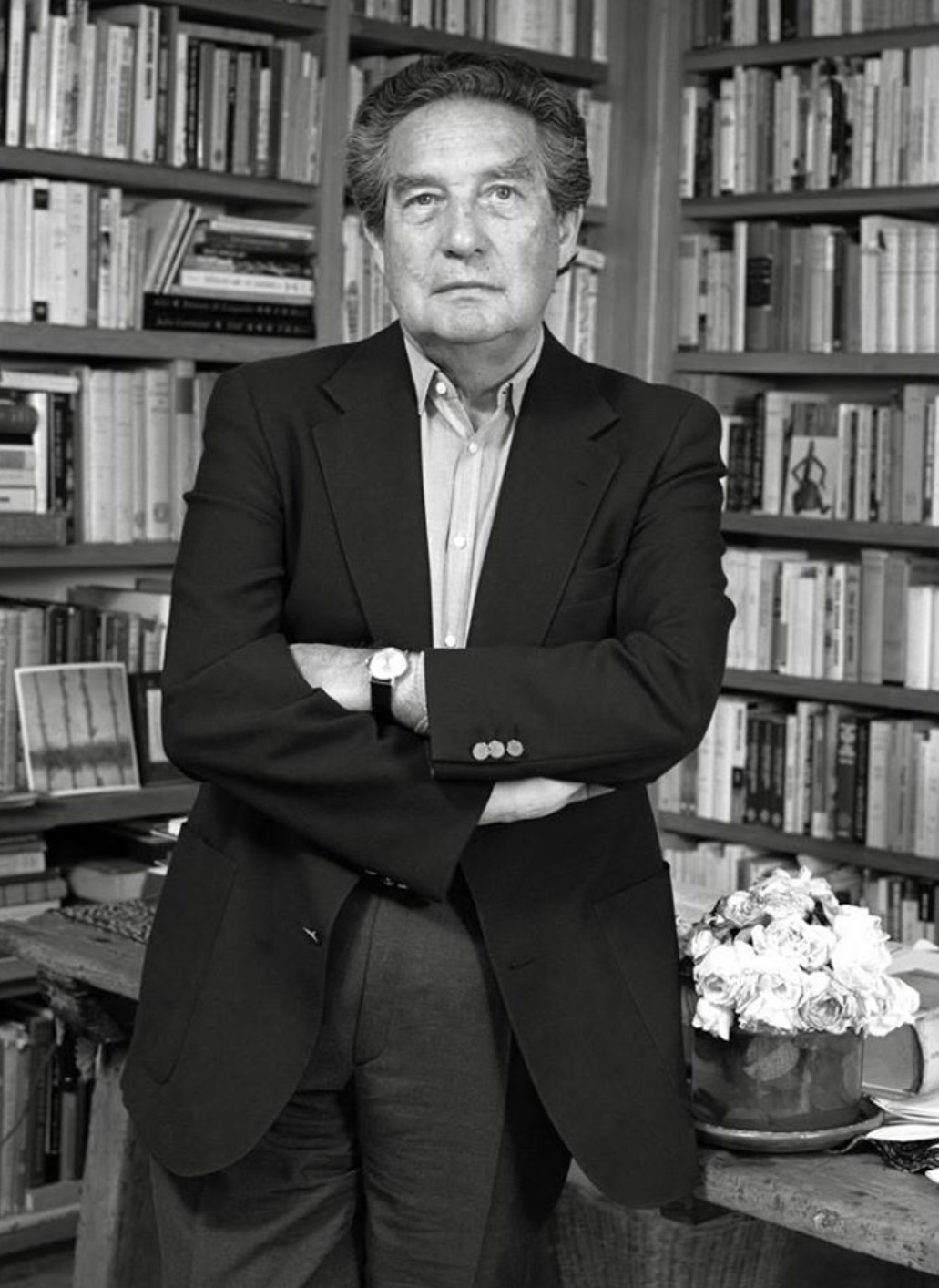
El escritor mexicano Octavio Paz, que estuvo presente en el Congreso de 1937, pronunció el controvertido discurso inaugural de la reunión de 1987. Fue muy criticado, entre otros, por Manuel Vázquez Montalbán.

La reunión de Valencia, que se celebró en el Palau de la Música y a la que asistieron unas doscientas personas, degeneró en un enfrentamiento en ocasiones físico ―tuvo que actuar la fuerza pública― entre los que defendían que el Congreso de 1937 había sido un gran acto antifascista en defensa de la República y los que alegaban que había sido un acto de propaganda estalinista. Hubo una amenaza de bomba que obligó a desalojar el Palau de la Música ―horas antes había estallado un artefacto en otro punto de la ciudad dirigido contra Joan Fuster, entonces uno de los objetivos de la ultraderecha «blavera»―. Uno de los asistentes, el historiador Manuel Aznar Soler, declaró años después que fue el Congreso «más violento que he vivido. No he visto jamás un congreso donde se llegara a la violencia física».
Todo empezó con el discurso que pronunció el mexicano Octavio Paz en la sesión inaugural ―honor que le fue concedido porque había asistido al Congreso de 1937, lo que al parecer provocó que Rafael Alberti excusara su asistencia; otros supervivientes presentes en Valencia fueron el británico Stephen Spender y el español Juan Gil-Albert― en el que dijo que los intelectuales reunidos en 1937 lo habían hecho en defensa de una justicia ultrajada, pero también movidos por «engaños y quimeras», añadiendo a continuación que la guerra civil la había ganado la democracia y la monarquía constitucional, «aniquilados por la violencia ideológica y por la fuerza bruta, pero que después resucitaron». «Hoy [1987] dan fundamento a la vida política de los pueblos de España; ninguno de los escritores que nos reunimos en Valencia en 1937 habríamos podido adivinar cuál sería el régimen de España hoy». Le respondió Manuel Vázquez Montalbán, que le reprochó que olvidara la sangre, la represión y los muertos.
Una nueva reunión conmemorativa tuvo lugar en 2017 organizada también por la Generalidad Valenciana, presidida por el socialista Ximo Puig. Como la de 1987 se completó con una exposición sobre el Congreso de 1937. Meses antes el presidente Puig y el alcalde de Valencia Joan Ribó habían invitado a visitar Valencia a Carmen Negrín, nieta del último presidente del gobierno de la República.